# StarFlyer
StarFlyer Inc. (株式会社スターフライヤー Kabushiki-gaisha Sutāfuraiyā?) es una aerolínea con base en el Shin Kokura Building (新小倉ビル 'Shin Kokura Biru'?) en Kokura Kita-ku, Kitakyūshū, Prefectura de Fukuoka, Japón. Sigue el ejemplo de JetBlue Airways como operadora de "bajo coste, alta calidad" centrados en los viajeros ejecutivos. La aerolínea comenzó a operar el 16 de marzo de 2006 y es una de las pocas de Japón que opera con aviones Airbus A320. En junio de 2007 se alcanzó un acuerdo de código compartido en la ruta Haneda-Kitakyushu con All Nippon Airways ampliando significativamente los números en esta ruta. En 2011 se trasladó la sede de la compañía al Aeropuerto de Kitakyushu.

## Historia
StarFlyer fue fundada como Kobe Airlines (神戸航空 Kōbe Kōkū?) el 17 de diciembre de 2002 con la intención de establecerse en el nuevo Aeropuerto de Kobe. La compañía cambió su nombre al de StarFlyer en mayo de 2003, y se trasladó a Kitakyushu a finales de 2003.

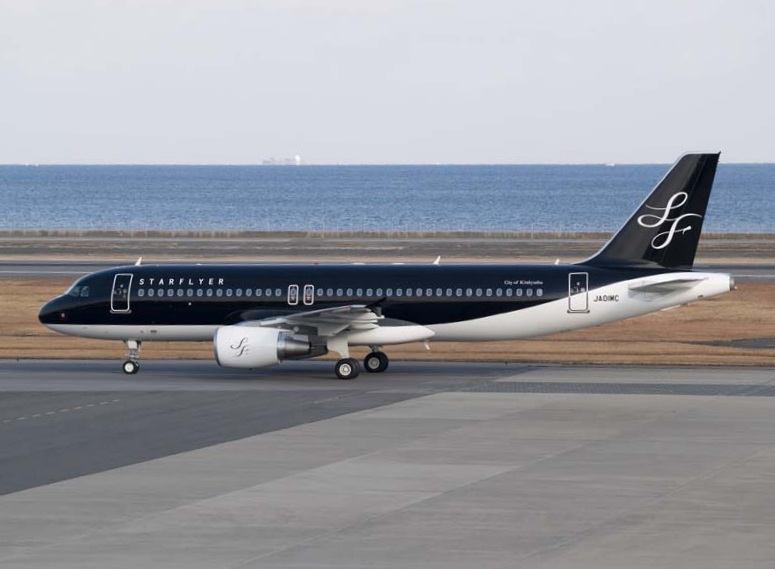
Airbus A320-200 de StarFlyer, Ciudad de Kitakyushu en el aeropuerto de Oita, diciembre de 2005.

StarFlyer fue apoyada por compañías locales para proporcionar vuelos regulares inicialmente desde el Nuevo Aeropuerto de Kitakyushu a Aeropuerto Internacional de Tokio (Haneda, HND) doce veces al día, incluyendo vuelos a última hora del día y vuelos a primera hora de la mañana, posibilitando así ida y vuelta en el día en los viajes de negocio. Una vez que la aerolínea haya consolidado la ruta Kitakyushu-Tokio tiene planeado abrir rutas con Shanghái, Pekín, y Seúl desde Kitakyushu.
El 17 de agosto de 2005, StarFlyer anunció un acuerdo de negocios con All Nippon Airways, posibilitando que ANA aporte atención en tierra a la mayoría de aviones y tripulaciones de StarFlyer.
Desde el 1 de junio de 2007 inició los vuelos en código compartido de sus diez vuelos Kitakyushu-Tokio con ANA. El periódico NHK Kitakyushu anunció el 10 de julio de 2007 que las reservas de plazas habían aumentado hasta el 70% de ocupación respecto al 59% previo al código compartido. El 1 de noviembre de 2008 también se inició el código compartido en la ruta Kansai-Haneda.
En abril de 2008 la compañía anunció sus intenciones de poner vuelos chárter a Seúl en julio. Así mismo, anunció que se estaba preparando para iniciar vuelos a Hong Kong. En agosto de 2013 StarFlyer operó vuelos chárter turísticos desde Kitakyushu a Guam con el objetivo de proporcionar más servicios de "programas chárter" en el futuro.
StarFlyer planeó inicialmente una oferta pública de venta (OPV) en el año fiscal 2008, pero el deficiente desempeño operativo y financiero retrasó la OPV; entre otros problemas, la aerolínea no usó una cobertura de combustible adecuada para controlar sus costos y también tuvo una capacidad limitada para recaudar capital. Hori y Muto renunciaron a sus cargos en junio de 2009, y Shinichi Yonehara, un exejecutivo comercial de aeronaves de Mitsui & Co., fue nombrado presidente de la empresa. Bajo su liderazgo, la aerolínea completó su salida a la Bolsa de Valores de Tokio en diciembre de 2011.
En marzo de 2011 la aerolínea sufrió una cancelación masiva luego del terremoto y tsunami en Japón, ya que en ese tiempo 13 de sus 29 pilotos no eran japoneses y 7 de ellos estaban en el extranjero, los cuales se negaron o no pudieron regresar a Japón.

### Accionistas mayoritarios
- Toto Corporation
- Daiichi Kotsu Sangyo
- Nippon Steel Corp.
- Yasukawa Electric Corp.
- Zenrin
- Banco de Yamaguchi

Fundada el 17 de diciembre de 2002.

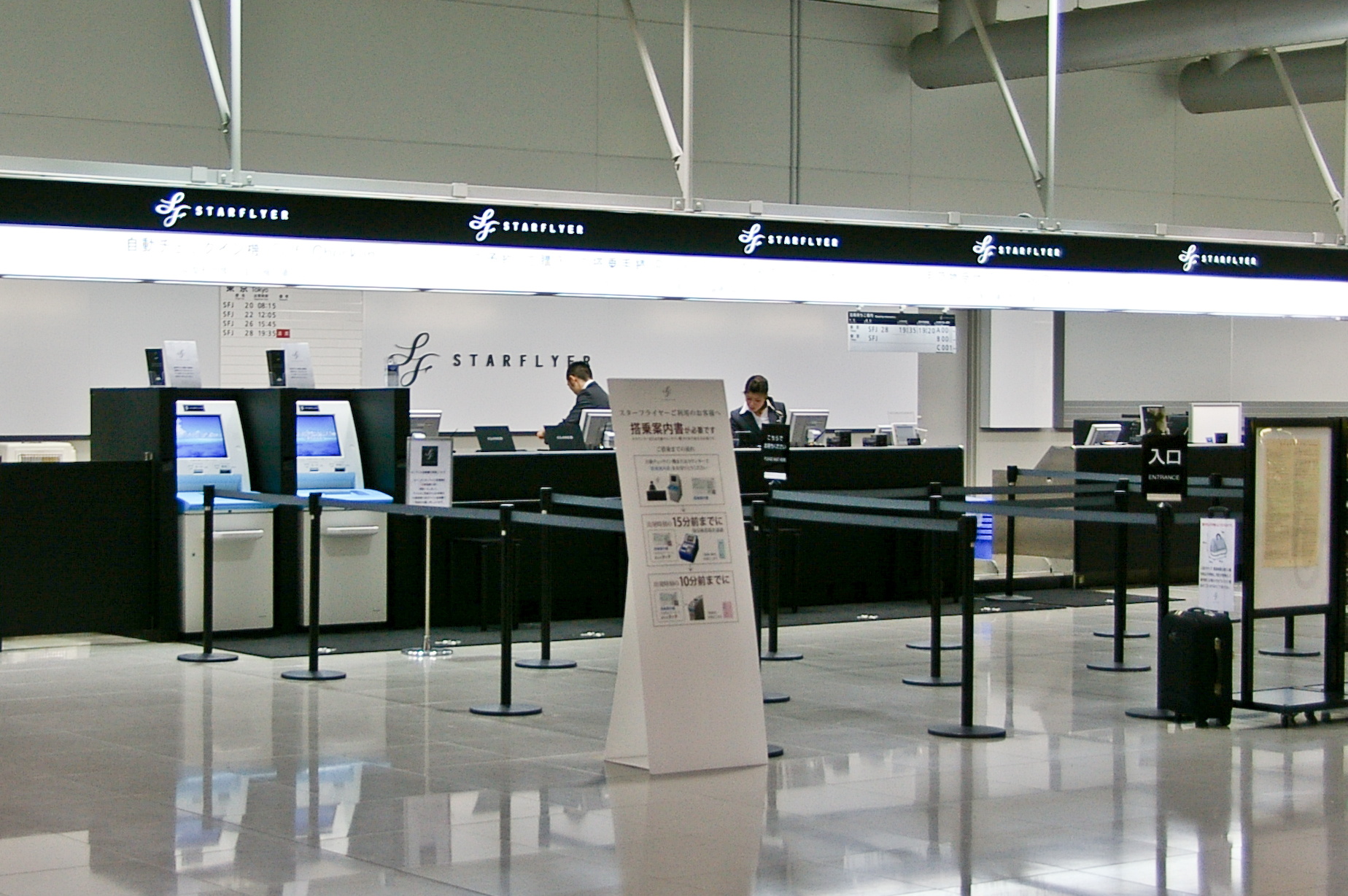
Mostrador de facturación de StarFlyer.

Capital inicial: 1.822 millones de yenes (en mayo de 2005), planeando aumentarlo a 3.000 millones de yenes hasta finales de 2005.
El presidente es Takaaki Hori. El primer presidente fue Osako Shinobu, 1945-2005, antiguo presidente de Zenrin.

## Flota

### Flota Actual
En junio de 2023 la flota de StarFlyer estaba compuesta de las siguientes aeronaves, con una edad media de 8.7 años:

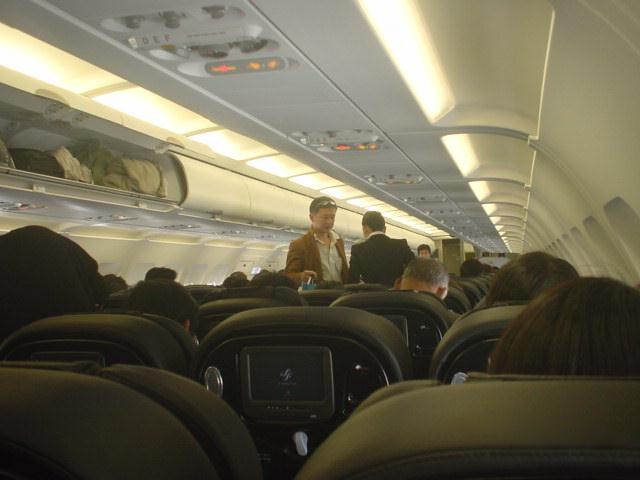
Interior de un Airbus A320-200 de StarFlyer.

El primer avión de StarFlyer, Ciudad de Kitakyushu, llegó desde Toulouse al Aeropuerto Internacional de Tokio el 15 de diciembre de 2005. Fue así mismo el primer avión en aterrizar en el Nuevo Aeropuerto de Kitakyushu el 8 de febrero de 2006.
Aunque el A320 normalmente da cabida a 180 pasajeros en una configuración de una clase, los aviones de StarFlyer cuentan con sólo 144 asientos para un mayor confory y espacio para las piernas. Cada pasajero tiene una pantalla LCD individual con televisión en vuelo así como enchufes para ordenadores portátiles. StarFlyer planea ofrecer un servicio de conexión a Internet en el futuro. 
La mayoría de la flota A320 de StarFlyer es alquilada a GECAS y AWAS, pero la aerolínea compró 3 Airbus A320 como reemplazo de los arrendados más antiguos; JA01MC se retiró el 30 de abril de 2014 para llevar su flota a un total de 10 aeronaves, de las cuales 5 se arrendarían en el futuro. En octubre de 2020, StarFlyer anunció el arrendamiento de hasta 5 Airbus A320neo de SMBC Aviation Capital, con entregas a partir de enero de 2023 para reemplazar los A320-200 más antiguos, y se espera que el acuerdo se complete en febrero de 2021. Para diciembre de 2022, la aerolínea informó que la esperada entrega de su primer A320neo en enero de 2023 se retrasará, y como consecuencia, un total de 108 vuelos de las rutas Kitakyushu-Haneda y Kitakyushu-Kansai fueron cancelados entre enero y marzo de 2023.

## Rutas
- Aeropuerto Internacional de Tokio - Nuevo Aeropuerto de Kitakyushu
- Aeropuerto Internacional de Tokio - Aeropuerto Internacional Kansai

## Librea
La librea de la compañía es negra y blanca, diseñada por Flower Robotics Inc. de Shibuya, Tokio.